# Battaglia del golfo di Almería
La battaglia del golfo di Almería (o battaglia della baia di Almería o battaglia di Capo di Palos), fu uno scontro navale combattuto nel Golfo di Almería, in Spagna, nell'agosto del 1591, nell'ambito della guerra degli ottant'anni.
La battaglia scoppiò quando la flotta spagnola dell' Adelantado of Castile, don Martín de Padilla y Manrique, conte di Santa Gadea (di ritorno dalla Repubblica di Venezia e diretta in Spagna con beni di valore), avvistò una flotta ango-olandese nelle acque di Almería, nella costa meridionale della Spagna. La flotta spagnola, guidata da Martín de Padilla, attaccò con furia la controparte anglo-olandese riuscendo a trionfare. Circa 20 navi olandesi e 3 navi inglesi vennero catturate dagli spagnoli, mentre molte altre vennero danneggiate pesantemente. Sull'altro fronte, le perdite degli spagnoli furono minime.
Dopo lo scontro, la flotta spagnola entrò nel porto di Almeria con le navi catturate, vittoriosa.